# Ploufragan
Ploufragan (en bretó Ploufragan) és un municipi francès, situat a la regió de Bretanya, al departament de Costes del Nord. L'any 1999 tenia 10.579 habitants.

## Demografia
| 1962                                       | 1968 | 1975 | 1982  | 1990  | 1999  |
| ------------------------------------------ | ---- | ---- | ----- | ----- | ----- |
| 4022                                       | 5109 | 8395 | 10289 | 10583 | 10579 |
| Des de 1962: població sense dobles comptes |      |      |       |       |       |

## Administració
| Període | Identitat   | Partit |
| ------- | ----------- | ------ |
| 2006-   | Rémy Moulin | PCF    |